# Anne-Laure Pegon
Anne-Laure Pegon, née le 3 octobre 1979 à Montpellier, est une kitesurfeuse française.
Elle est sacrée championne du monde de kitesurf en 2000,.
Ambassadrice féminine de ce sport de glisse émergeant dans les années 2000, elle a promu ce sport grâce à la réalisation de la pub TV Kinder Bueno.
A 26 ans, elle a troqué les vagues et l’adrénaline contre celle de l'accompagnement, du bien-être et de la santé. 